# Coppa Libertadores 2016 (calcio a 5 femminile)
La Coppa Libertadores femminile 2016 è la 4ª edizione del torneo continentale riservato ai club di calcio a 5 femminili vincitori nella precedente stagione del massimo campionato delle federazioni affiliate alla CONMEBOL. La competizione si è giocata dal 22 al 29 agosto 2016.

## Squadre partecipanti
Tutte le nazioni che partecipano schierano una sola squadra, per un totale di 10 squadre.

### Lista
I club sono stati ordinati in base al risultato della federazione nell'edizione precedente.

| Rank | Squadra                 | Urna |
| ---- | ----------------------- | ---- |
| 1/H  | Santiago Morning        | 1    |
| 2/TH | Barateiro               | 1    |
| 3    | San Lorenzo             | 2    |
| 4    | UAA                     | 2    |
| 5    | Municipalidad San Borja | 2    |
| 6    | Río Negro City          | 2    |
| 7    | Atlantes                | 3    |
| 8    | Real Antioquia          | 3    |
| 9    | Universidad Católica    | 3    |
| 10   | Estudiantes de Guárico  | 3    |

Note
- (TH) Squadra campione in carica
- (H) – Squadra ospitante

### Formula
Le 10 squadre si affrontano in due gironi da cinque, sorteggiati il 1º agosto. Le prime due di ogni girone accedono alla fase finale ad eliminazione diretta, le terze disputano la finale per il 5º posto, le quarte per il 7º posto e le quinte per il 9º posto.

## Fase a gironi

### Gruppo A
| Squadra                 | P.ti | G | V | N | P | GF | GS | DR |
| ----------------------- | ---- | - | - | - | - | -- | -- | -- |
| Estudiantes de Guárico  | 10   | 4 | 3 | 1 | 0 | 14 | 6  | +8 |
| Río Negro City          | 9    | 4 | 2 | 1 | 1 | 11 | 8  | +3 |
| Santiago Morning        | 4    | 4 | 1 | 1 | 2 | 13 | 12 | +1 |
| Municipalidad San Borja | 3    | 4 | 1 | 0 | 3 | 8  | 16 | -8 |
| Universidad Católica    | 2    | 4 | 0 | 2 | 2 | 7  | 11 | -4 |

### Gruppo B
| Squadra        | P.ti | G | V | N | P | GF | GS | DR  |
| -------------- | ---- | - | - | - | - | -- | -- | --- |
| Barateiro      | 12   | 4 | 4 | 0 | 0 | 25 | 4  | +21 |
| San Lorenzo    | 6    | 4 | 2 | 0 | 2 | 11 | 8  | +3  |
| Real Antioquia | 6    | 4 | 2 | 0 | 2 | 9  | 11 | -2  |
| UAA            | 3    | 4 | 1 | 0 | 3 | 10 | 17 | -7  |
| Atlantes       | 3    | 4 | 1 | 0 | 3 | 11 | 26 | -15 |

## Fase ad eliminazione diretta

### Tabellone
|  | Semifinali             | Semifinali             | Semifinali |           |                        | Finale                 | Finale          | Finale          |  |
|  |                        |                        |            |           |                        |                        |                 |                 |  |
|  | Estudiantes de Guárico | Estudiantes de Guárico | 7          |           |                        |                        |                 |                 |  |
|  | Estudiantes de Guárico | Estudiantes de Guárico | 7          |           |                        |                        |                 |                 |  |
|  | San Lorenzo            | San Lorenzo            | 2          |           |                        |                        |                 |                 |  |
|  | San Lorenzo            | San Lorenzo            | 2          |           | Estudiantes de Guárico | Estudiantes de Guárico | 2               |                 |  |
|  |                        |                        |            |           | Estudiantes de Guárico | Estudiantes de Guárico | 2               |                 |  |
|  |                        |                        | Barateiro  | Barateiro | 7                      |                        |                 |                 |  |
|  | Barateiro              | Barateiro              | Barateiro  | Barateiro | 7                      | 10                     |                 |                 |  |
|  | Barateiro              | Barateiro              |            |           |                        | 10                     |                 |                 |  |
|  | Río Negro City         | Río Negro City         | 2          |           |                        | Finale 3º posto        | Finale 3º posto | Finale 3º posto |  |
|  | Río Negro City         | Río Negro City         | 2          |           |                        |                        |                 |                 |  |
|  |                        |                        |            |           |                        |                        |                 |                 |  |
|  |                        |                        |            |           |                        | San Lorenzo            | San Lorenzo     | 6               |  |
|  |                        |                        |            |           |                        | San Lorenzo            | San Lorenzo     | 6               |  |
|  |                        |                        |            |           |                        | Río Negro City         | Río Negro City  | 4               |  |

|  | Finale 5º posto  |   |
|  |                  |   |
|  | Santiago Morning | 1 |
|  | Santiago Morning | 1 |
|  | Real Antioquia   | 3 |
|  | Real Antioquia   | 3 |

|  | Finale 7º posto         |   |
|  |                         |   |
|  | Municipalidad San Borja | 2 |
|  | Municipalidad San Borja | 2 |
|  | UAA                     | 3 |
|  | UAA                     | 3 |

|  | Finale 9º posto      |   |
|  |                      |   |
|  | Universidad Católica | 2 |
|  | Universidad Católica | 2 |
|  | Atlantes             | 1 |
|  | Atlantes             | 1 |